# Соснівська сільська рада (Конотопський район)
Сосні́вська сільська́ ра́да — колишній орган місцевого самоврядування в Конотопському районі Сумської області. Адміністративний центр — село Соснівка.

## Загальні відомості
- Населення ради: 1 295 осіб (станом на 2001 рік)

## Населені пункти
Сільській раді підпорядковані населені пункти:
- с. Соснівка
- с. Вільне
- с-ще Шевченківське

## Склад ради
Рада складається з 16 депутатів та голови.
- Голова ради: Оникієнко Ганна Василівна
- Секретар ради: Бондар Надія Михайлівна

### Керівний склад попередніх скликань
| Прізвище, ім'я, по батькові | Основні відомості                                                         | Дата обрання | Дата звільнення |
| --------------------------- | ------------------------------------------------------------------------- | ------------ | --------------- |
| Антоненко Іван Андрійович   | Сільський голова, 1952 року народження, освіта вища, безпартійний         | 26.03.2006   | 31.10.2010      |
| Антоненко Іван Андрійович   | Сільський голова, 1952 року народження, освіта вища, безпартійний         | 31.10.2010   | 30.10.2012      |
| Оникієнко Ганна Василівна   | Сільський голова, 1960 року народження, освіта вища, член Партії регіонів | 02.06.2013   |                 |

Примітка: таблиця складена за даними сайту Верховної Ради України